# Em Foco com Andréia Sadi
Em Foco com Andréia Sadi foi um programa de entrevistas da GloboNews que estreou no dia 27 de fevereiro de 2019 comandado pela jornalista e comentarista política Andréia Sadi.
O programa foi concebido para substituir o vácuo na grade de programação da emissora deixado pelo desligamento do jornalista Alexandre Garcia com o Grupo Globo.
O programa foi focado em entrevistar personagens centrais na discussão política brasileira. Já foram entrevistadas personalidades como o então governador paulista João Dória (PSDB), a senadora Kátia Abreu (PDT), os deputados Hélio Lopes (PSL) e Joice Hasselman (PSL), o juiz Marcelo Bretas e o ministro do Supremo Tribunal Federal (STF), Barroso.
O programa teve um breve hiato durante a licença-maternidade de Andreia, retornando ao ar em outubro de 2021, com entrevista de Ciro Nogueira (PP).
Após mais de dois no anos no ar, o programa teve sua última edição em 23 de abril de 2022, ao entrevistar o então governador do estado de São Paulo, Rodrigo Garcia (PSDB).